# افرین اسکودرو
آفرین اسکودرو (انگلیسی: Efrain Escudero؛ زادهٔ ۱۵ ژانویهٔ ۱۹۸۶) ورزشکار هنرهای رزمی ترکیبی اهل مکزیک است. وی از سال ۲۰۰۶ میلادی تاکنون مشغول فعالیت بوده‌است.